# Cilli Jürgensen
Cilli Jürgensen, auch Cilly Jürgensen, geborene Johanna Cäcilie Barteldes (* 30. November 1866 in Dresden; † 20. April 1940 in Kassel) war eine deutsche Theaterschauspielerin und Sängerin (Mezzosopran).

## Leben
Jürgensen, die Tochter eine Kaufmanns, entschloss sich 1885 den Schauspielerberuf zu ergreifen. Sie nahm Unterricht bei Carl Löber und betrat in Zwickau zum ersten Mal die Bühne, hierauf war sie in Görlitz, am Hoftheater in Stuttgart (1890 bis 1891), am Adolf-Ernst-Theater in Berlin (1891 bis 1892) als Schauspielerin und Sängerin engagiert und trat 1893 für das Fach der Soubretten und komischen Alten in den Verband der königlichen Bühne in Kassel, wo sie bis mindestens 1907 wirkte.
Ihr weiterer Lebensweg ist unbekannt; ihr Vorname wird auch als Cilly wiedergegeben.
Verheiratet war sie mit dem Schauspieler Adolf Jürgensen.